# Paul Luca Fischer
Paul Luca Fischer (* 19. Juni 1997 in München) ist ein deutscher Hörfunkmoderator und Webvideoproduzent. Sein Künstlername ist Paulomuc.

## Leben
Paul Luca Fischer wuchs in München auf, wo er auch sein Abitur ablegte. Nach seinem Schulabschluss begann er 2019 ein Volontariat bei Radio Energy und versuchte sich parallel erfolglos als YouTuber. Seinen Künstlernamen erhielt er durch seinen Vater, als dieser allen Familienmitgliedern eine E-Mail-Adresse bestehend aus Vornamen und „muc“ für München machte. Nach dem Volontariat kam es zum Corona-Lockdown und Fischer konnte nicht übernommen werden. Stattdessen begann er im April 2020 mit seinen ersten Veröffentlichungen auf TikTok. Er erhielt über 2,5 Millionen Follower auf seinem TikTok-Channel paulomuc. Dort veröffentlicht er vor allem Comedyvideos, die aus Alltagssituationen entstehen. Neben TikTok ist er auch auf Instagram aktiv.
Als Radiomoderator ist er freiberuflich zwei Mal die Woche bei Radio Energy tätig. 2023 nahm er am Battle of the Socials, dem größten Influencer-Event mit etwa 30.000 Fans, teil.
Seit 2024 begleitet er gemeinsam mit Steven Gätjen die Oscarverleihungen bei ProSieben.
Im Rahmen der Fußball-Europameisterschaft 2024 wurde er von dem Schweizer YouTuber Aditotoro angefragt, einen möglichst sinnfreien Fußballsong im Ballermann-Stil aufzunehmen. Daraus entstand der Song Füllkrug, eine Anspielung auf Bierkonsum sowie dem deutschen Nationalspieler Niclas Füllkrug. Der Song kommt im Gegensatz zu vielen ähnlichen Schlagern fast ohne den Einsatz von Auto-Tune aus. Neben der Schlagerversion wurde der Song außerdem als Akustikversion veröffentlicht. Er erreichte Platz 46 der deutschen Charts. Mit dem Song traten die beiden am 23. Juni 2024 im ZDF-Fernsehgarten auf.